# Kim Stanley
Kim Stanley is de artiestennaam van de Amerikaanse actrice Patricia Kimberley Reid (Tularosa, 11 februari 1925 - Santa Fe, 20 augustus 2001). Zij werd voor haar hoofdrol als Myra Savage in Seance on a Wet Afternoon (1964) genomineerd voor een Oscar, wat haar eveneens gebeurde voor haar bijrol als Lillian Farmer in Frances (1982), een biopic over Frances Farmer. Ze kreeg vijf andere acteerprijzen ook echt toegekend, waaronder twee Emmy Awards en een National Board of Review Award.
Hoewel Stanley meer dan dertig jaar voor de camera's stond, bleef haar aantal filmrollen beperkt tot elf, waarvan vijf in televisiefilms. Haar voorkeur ging met name uit naar het spelen in theaters, zoals die op Broadway. Toch verscheen ze ook in ruim twintig televisieseries. Daarin speelde ze niettemin hoogst zelden hetzelfde personage in meer dan één aflevering.
Stanley scheidde in 1967 na drie jaar huwelijk van Joseph Siegel, haar vierde echtgenoot. Ze was eerder getrouwd met Bruce Hall (1945-1946), met acteur Curt Conway (1949-1956) en met acteur Alfred Ryder (1958-1964). Met Conway kreeg ze twee kinderen, met Ryder een derde.
Stanley stierf op 76-jarige leeftijd aan baarmoederkanker. Vijf jaar na haar dood bracht schrijver Jon Krampner een biografie over haar uit, getiteld Female Brando: the Legend of Kim Stanley.

## Filmografie
*Exclusief vijf televisiefilms
- The Right Stuff (1983)
- Frances (1982)
- The Three Sisters (1966)
- Seance on a Wet Afternoon (1964)
- To Kill a Mockingbird (1962, stem)
- The Goddess (1958)